# Artur Akoev
Artur Vladimirovič Akoev (in russo Артур Владимирович Акоев?; Digora, 2 gennaio 1966) è un ex sollevatore sovietico, poi russo, medagliato olimpico e campione mondiale ed europeo, che ha gareggiato nelle categorie dei pesi massimi (fino a 110/108 kg.) e dei pesi supermassimi (oltre 110 kg.).

## Carriera
Nato nell'Ossezia Settentrionale-Alania, Artur Akoev fu portato in palestra fin da bambino dal padre Vladimir, allenatore di sollevamento pesi, che lo seguì in tutto il suo percorso di crescita.
Dopo aver ottenuto ottimi risultati nelle categorie giovanili, Artur Akoev vinse la medaglia di bronzo tra i senior nei pesi massimi (fino a 110 kg.) ai campionati europei di Reims 1987 con 430 kg. nel totale.
Tornò a buoni livelli nel 1990, passando temporaneamente alla categoria superiore dei pesi supermassimi, nella quale ottenne la medaglia d'argento ai campionati mondiali di Budapest con il modesto risultato di 390 kg. nel totale, anche grazie alle assenze importanti in quella categoria, terminando dietro al connazionale Leonid Taranenko (450 kg.), e davanti al cecoslovacco Jiří Zubrický (380 kg.).
Nel 1991 Akoev ritornò alla categoria dei pesi massimi e realizzò il più grande successo della sua carriera, vincendo nel mese di maggio la medaglia d'oro ai campionati europei di Władysławowo con 420 kg. nel totale, battendo il polacco Piotr Banaszak (392,5 kg.), e nel mese di ottobre conquistando il titolo mondiale ai campionati mondiali di Donaueschingen con 427,5 kg. nel totale, davanti al tedesco Ronny Weller (420 kg.).
L'anno seguente Akoev prese parte alle Olimpiadi di Barcellona 1992 in rappresentanza della Squadra Unificata, che raccoglieva gli atleti ex sovietici dopo la dissoluzione dell'U.R.S.S., e vinse la medaglia d'argento con 430 kg. nel totale, battuto per 2,5 kg. da Ronny Weller.
Successivamente Akoev continuò a gareggiare per la Russia, vincendo la medaglia di bronzo nella nuova categoria dei pesi massimi (fino a 108 kg.) ai campionati mondiali di Istanbul 1994 con 420 kg. nel totale.